# المناطق المنزوعة السلاح (فلسطين)

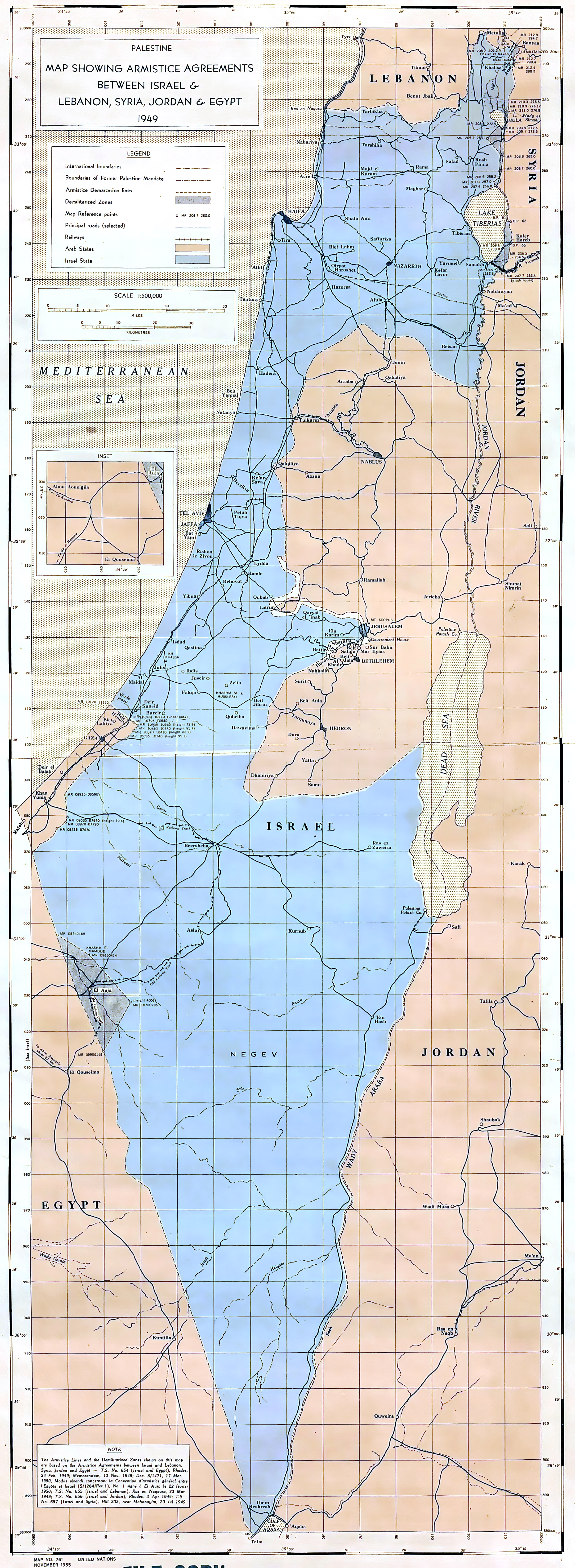
المناطق المنزوعة السلاح والمحرمة في فلسطين التاريخية 1949 باللون الرمادي والأبيض.

المناطق المنزوعة السلاح في فلسطين هي مناطق تشكّلت سياسيًا بقرار من الأمم المتحدة ضمن حدود فلسطين التاريخيّة بسبب تأسيس إسرائيل واندلاع حرب 1948 بين الأخيرة وكل من الأردن ومصر وسوريا، حيث نتجت هذه المناطق بعد اتفاقيّات الهدنة لعام 1949 المعقودة بين تلك الدول العربيّة والدولة العبريّة الناشئة آنذاك. تشمل هذه المناطق المنزوعة السلاح أيضًا مناطق مُحرَّمة ضمن مدينة القدس.
كان لهذه المناطق المنزوعة السلاح دوريَن حدَّدتهما اتفاقيّات الهدنة: الفصل بين القوّات المُسلَّحة للدول العربيّة وإسرائيل بشكل يقلل من احتمال الاحتكاك ووقوع الحوادث، وتوفير المجال لإعادة الحياة الطبيعيّة المدنيّة تدريجيًا في هذه المناطق دون المساس بالتسوية النهائيّة. ولقد تم الاتفاق على أن تقوم بمراقبة تنفيذ أحكام الاتفاقيّات المُبرَمة لجنة هدنة مُشتركة، حُدِّدت أماكن مقّراتها في الاتفاقيّة مع مصر في العوجا جنوب فلسطين، ومع سوريا في مركز جمرك جسر بنات يعقوب وفي ماهانايم شمال فلسطين.
لقد احتلَّت إسرائيل هذه المناطق وضمَّتها إليها بعد انتهاء حرب 1948 لعدّة عوامل ديموغرافيّة وتخطيطيّة وزراعيّة وبسبب وجود مصادر المياه فيها، كما قامت بطرد الآلاف من السكان الفلسطينيين في تلك المناطق ومنعت عودتهم رغم صدور قرار من مجلس الأمن أدان تلك الخطوة. أما بالنسبة للمناطق المُحرَّمة، فقد سيطرت عليها إسرائيل بعد احتلالها للضفة الغربيّة والقدس الشرقيّة في حرب 1967.

## خلفية تاريخية

### مع مصر
نصَّ البند الأول من المادة الثامنة من اتفاقيّة الهدنة المُبرمة بين مصر وإسرائيل في 24 شباط/ فبراير 1949 على إيجاد منطقة منزوعة السلاح بين القوّات المصريّة والإسرائيليّة تشمل قرية عوجا الحفير ومشارقها في صحراء النقب جنوب فلسطين، وبمساحة 260 كيلومترًا مُربعًا.

### مع الأردن
نصَّت الاتفاقيّة المُبرمة بين الأردن وإسرائيل في 3 نيسان/ أبريل 1949 على إقامة أربع مناطق مُحرَّمة: الأولى على جبل المكبر وتشمل المقر السابق للمندوب السامي البريطاني، والثانية مستشفى هداسا والجامعة العبرية على جبل المشارف، والثالثة على قطعة من الأرض تفصل بين القطاعين الأردني والإسرائيلي من مدينة القدس، والرابعة قطعة من الأرض الزراعية في اللطرون تبلغ مساحتها 60,000 دونم وتشرف على الطريق الواصل بين يافا والقدس.

### مع سوريا
نصَّ البند الثاني من المادة الخامسة من اتفاقيّة الهدنة المُبرمة بين سوريا وإسرائيل في 20 تموز/ يوليو 1949 على إيجاد ثلاثة مناطق حدودية منزوعة السلاح بين القوّات السوريّة والإسرائيليّة في إصبع الجليل شمال فلسطين: الأولى تحاذي سهل الحولة من الشرق والجنوب وتمتد إلى شمال بحيرة طبريا، والثانية تحاذي كل من ساحل بحيرة طبريا من جهة الجنوب الشرقي ونهر اليرموك عند منطقة الحمّة، أما الثالثة فتقع جنوب غرب بانياس الحولة في أقصى شمال فلسطين.

## خرائط

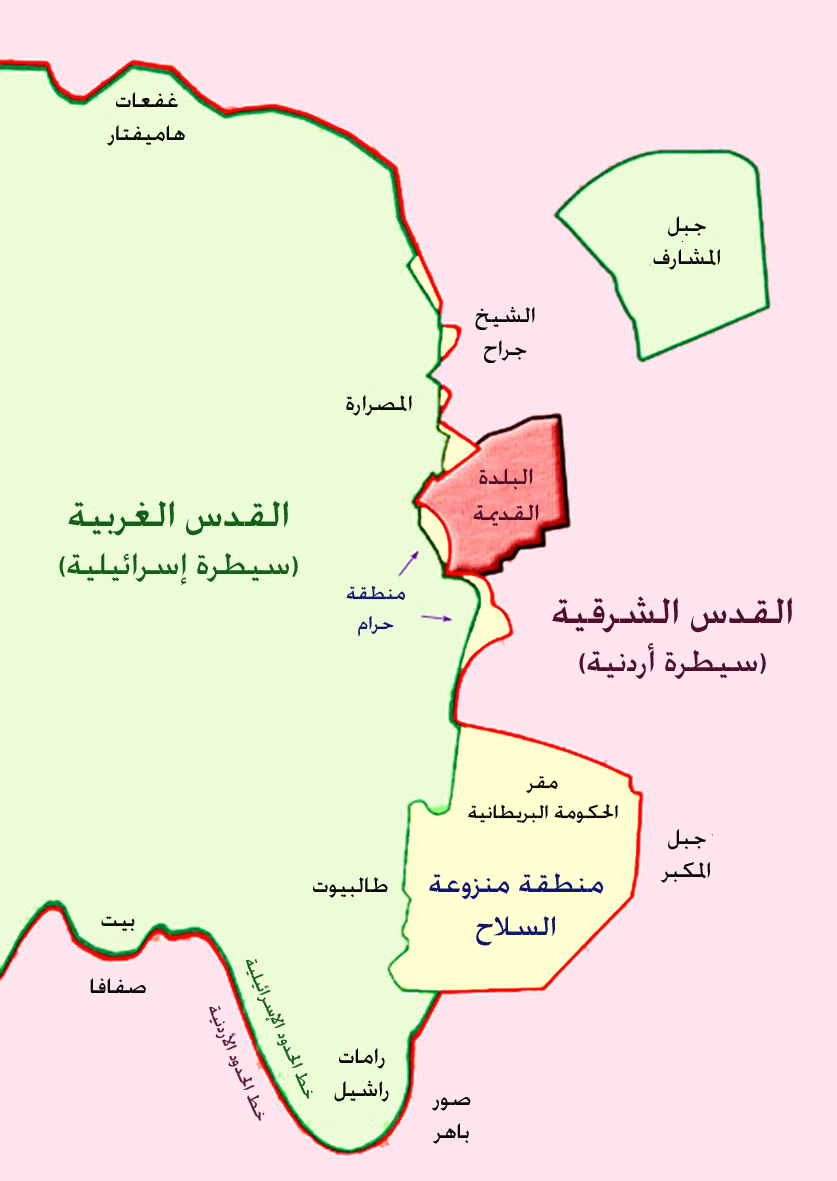
المناطق المنزوعة السلاح والحرام بالقدس (الأردن)
المناطق المنزوعة السلاح (سوريا)
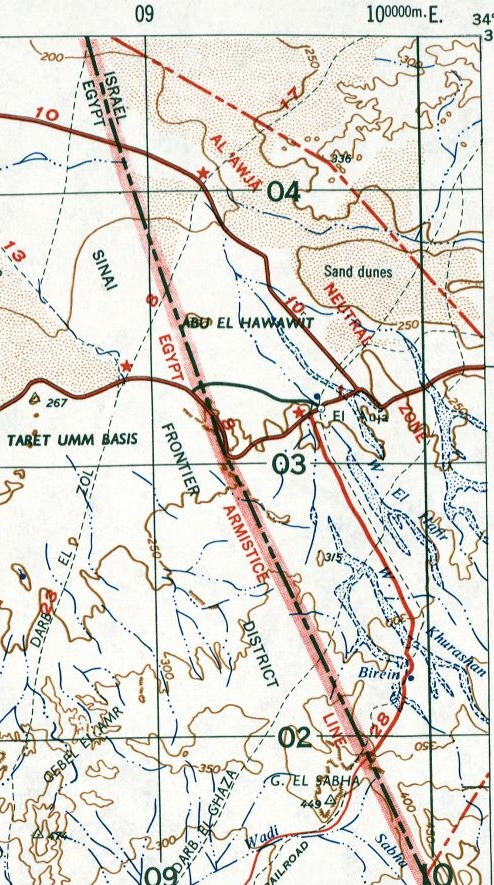
المناطق المنزوعة السلاح (مصر)
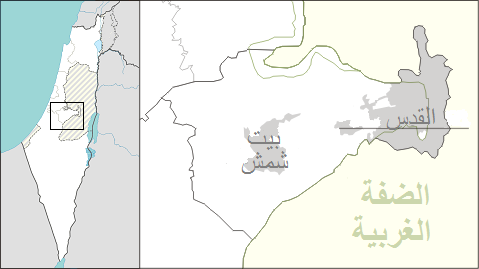
المنطقة المحرمة باللطرون (الأردن)

## وصلات خارجية
- نص اتفاقية الهدنة بين مصر وإسرائيل (1949) (بالإنجليزية)
- المنطقة المحرمة بين الأردن وإسرائيل (1949-1967) (بالإنجليزية)
- المنطقة المنزوعة السلاح بين سوريا وإسرائيل (1949-1967) (بالإنجليزية)